# Masterização de áudio
Masterização de áudio é o processo de preparar e transferir o áudio gravado em uma mídia que contém a mixagem final de um fonograma ou conjunto de fonogramas para outro dispositivo de armazenamento de dados, destinado a ser a matriz de todas as cópias a serem feitas daquele trabalho. Desse modo, a gravação matriz (do inglês "master recording") é a fonte - mediata ou imediata - a partir da qual todas as cópias serão produzidas. De um processo puramente mecânico, a masterização tornou-se em um trabalho artístico e intelectual com o passar do tempo, já que as tecnologias associadas à produção dos fonogramas continuamente aumentaram o poder de produtores e engenheiros de som na formatação do produto final. A partir da década de 1980, as matrizes digitais tornaram-se comuns, embora matrizes analógicas - como fitas magnéticas - ainda estejam sendo utilizadas pela indústria, particularmente por alguns engenheiros especializados em masterização analógica.

## História

### Cilindro e Disco de 78 rotações
Com o surgimento dos primeiros aparelhos que possibilitaram a gravação de som - como o fonógrafo, em 1877, e o gramofone, em 1888 - um novo mercado começou a se abrir: ao invés da venda de partituras pelas editoras musicais, agora possibilitava-se a venda de fonogramas por gravadoras. No início desse mercado, eram diversas as técnicas de gravação, bem como as características dos meios que as continham. A partir da segunda década do século XX, o disco feito de goma-laca reproduzido a 78 RPM começou a suplantar o cilindro como meio por excelência para a comercialização de fonogramas. Entre a década de 1920 e a Segunda Guerra Mundial, o disco sofreu diversas alterações tecnológicas que lhe deram sobrevida - como a adoção das gravações eletromecânicas e pequenas mudanças nos processos de gravação e produção que permitiram ganhos sonoros e redução do ruído. Entretanto, com a emergência daquele conflito armado de grandes proporções, o fornecimento de matéria prima para a fabricação das chapas - a goma-laca - sofreu com as batalhas no teatro asiático, principal produtor. Isto levou a ampliação dos esforços para a invenção de uma chapa que utilizasse material sintético de fácil produção, o que acabou na adoção do vinil como material para a fabricação de discos.
Nesta primeira fase das gravações - ainda apenas mecânica - a masterização era um processo puramente mecânico de fabricação de uma gravação matriz que pudesse ser copiada tantas vezes quantas fossem necessárias: não haviam considerações artísticas ou ajustes a ser feitos. No início, diversos materiais foram testados, tanto para os discos como para as matrizes. Chegou-se à conclusão, no início do século, que as matrizes de cera e os discos de goma-laca eram os melhores materiais para ser utilizados. Assim, nesta época, a gravação era feita diretamente em um disco de cera que servia de matriz. Após a pulverização de pó de grafite - para torná-la condutora de eletricidade e reduzir o ruído que surgia no processo - a matriz passava por um processo de galvanoplastia para a produção de cópias negativas de cobre, que eram chamadas de "carimbos". Estes negativos de cobre eram utilizados para produzir discos em massa através da pressão - carimbagem - que abria sulcos nos discos virgens de goma-laca - amolecida pela ação do vapor. Isto durou até 1925.
Numa segunda fase - com a invenção do microfone e dos amplificadores das gravação elétricas - o processo passa a ser eletromecânico. Ainda assim, era uma tarefa puramente técnica e que não envolvia a possibilidade de ajustes e modificações nas gravações. Agora, as matrizes de cera passavam por um processo de pulverização de pó de ouro, o que reduzia enormemente o ruído. Em seguida, produziam-se os negativos através da galvanoplastia. Entretanto, passou-se a utilizar esses negativos não para a produção do disco final, mas para a produção de novas matrizes de metal, chamadas de "mother" (mãe, em inglês). Dessas matrizes, produziam-se negativos finais, chamados de "father" (pai, em inglês). Agora, era a partir desses últimos carimbos que se produzia os discos em massa, pelo mesmo processo de prensagem. A adição desta nova fase permitiu conservar melhor as matrizes de cera, que não precisavam passar por tantos processos de galvanoplastia.

### Após o advento do Disco de vinil

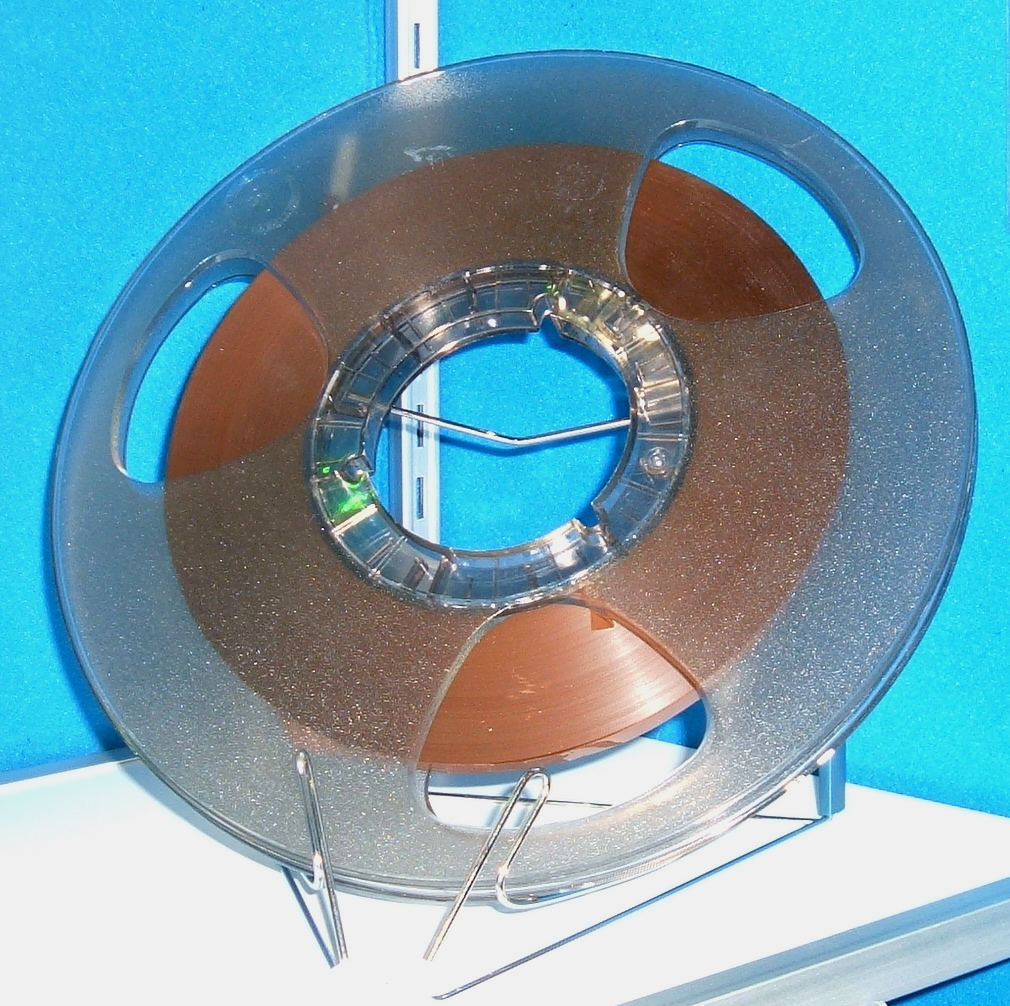
Fitas magnéticas foram largamente utilizadas como matrizes a partir dos anos 1940.

A partir do surgimento de chapas feitas de vinil - como o LP, em 1948; e o compacto simples, em 1949 - o processo de gravação e de masterização mudou completamente. Isto porque, ao mesmo tempo, foram introduzidas as matrizes feitas de fitas magnéticas, o que aumentava a durabilidade das matrizes, já que elas eram copiadas para uma outra matriz de acetato que era a qual seria utilizada no processo de extração de negativos e prensagem dos discos. Além disso, a utilização de matrizes de fita magnética trouxe um papel artístico ao engenheiro de masterização que não mais realizaria um trabalho puramente mecânico - em um torno ou em uma prensa. Desse modo, tarefas que eram realizadas no processo de gravação, passaram a ser realizadas em etapas posteriores, como a edição, a mixagem e a masterização. Agora, podia-se selecionar diferentes trechos de diversos "takes" para construir um fonograma melhor. Também, permitia-se o overdubbing que permite gravar um material novo por cima de outro material já gravado. Finalmente, em conjunto com a invenção posterior da gravação multicanal, permitia a gravação de cada instrumento separadamente. Tudo isto tornava maleável o processo de produção e pós-produção e arrancava os processos de pós-produção da simples produção mecânica de produtos em massa, para as considerações artísticas sobre os fonogramas gravados, mudando o papel dos engenheiro de som na indústria fonográfica.

### Matrizes digitais

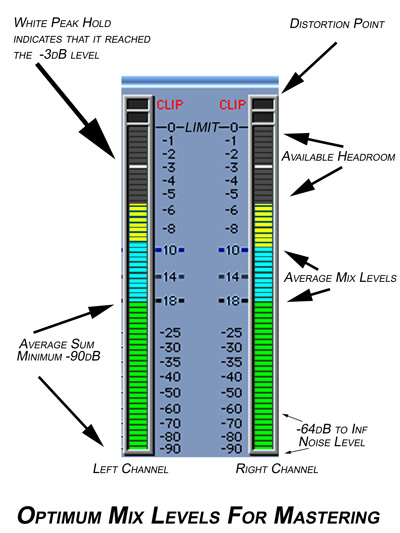
Imagem mostrando níveis de volume de um som em decibéis, típico de uma DAW.

Com a emergência do CD em 1982, a masterização tornou-se ainda mais um trabalho artístico, intelectual; não sobrando nenhum aspecto relacionado ao trabalho mecânico de prensar discos. Com o CD, não apenas o meio final passou a ser digital: todo o processo de gravação e pós-produção tornou-se digital. Assim, as fitas magnéticas passaram a ser trocadas por matrizes digitais. O trabalho de masterização passou a ser o momento onde o trabalho final tomava forma, em oposição à mixagem na era anterior. A masterização passou a funcionar como uma mixagem do produto completo, não fixando-se em uma faixa, mas em várias faixas que deveriam compor um único trabalho.

## Controvérsias associadas à masterização

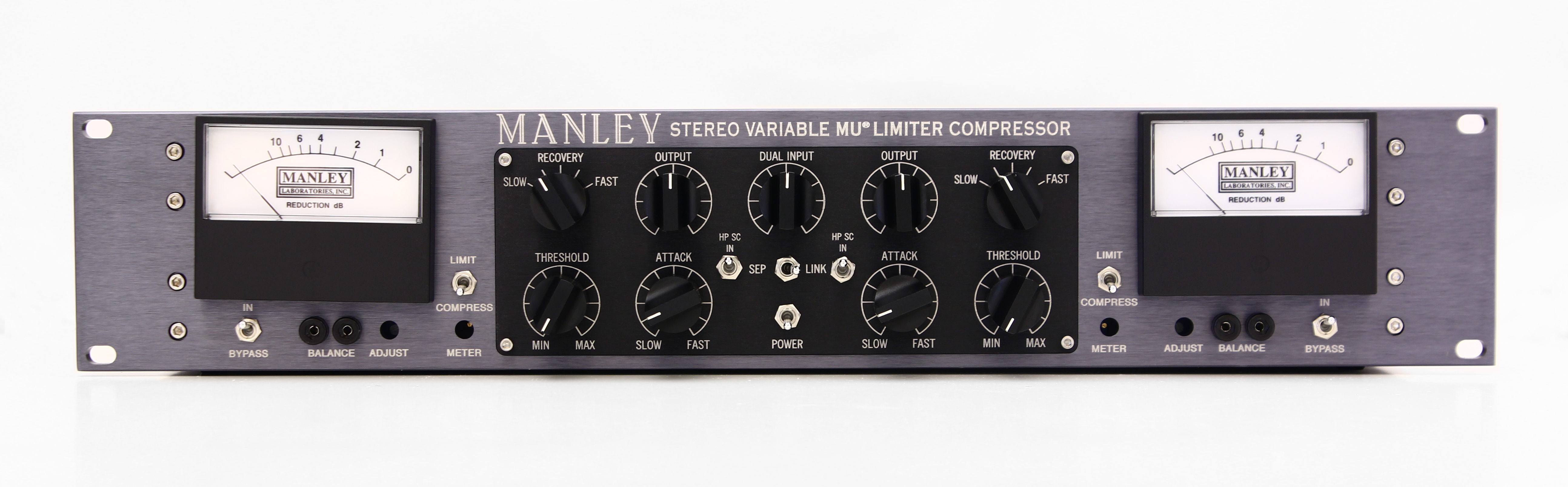
Um processador de masterização comum para realizar compressão de áudio.

A introdução de processos digitais para a produção de fonogramas trouxe uma revolução à música, aumentando incrivelmente o poder de engenheiros e produtores em relação ao produto final. Ferramentas como compressão, equalização e normalização ampliaram o papel da masterização e a sua capacidade de afetar o som do produto final. Um dos problemas que isto acabou gerando ficou conhecido como "Loudness war": a confiança no volume médio de um fonograma como forma de impressionar o ouvinte, em detrimento da dinâmica na execução da música, o que compromete a alta-fidelidade sonora. Assim, utiliza-se a equalização para conseguir um som o mais homogêneo o possível - ou com acentuação nos graves; após, alterna-se entre compressão e normalização - repetidas vezes - para eliminar-se sons individuais muito altos enquanto aumenta-se o volume médio da peça inteira.